# Grupa galaktyk NGC 7331

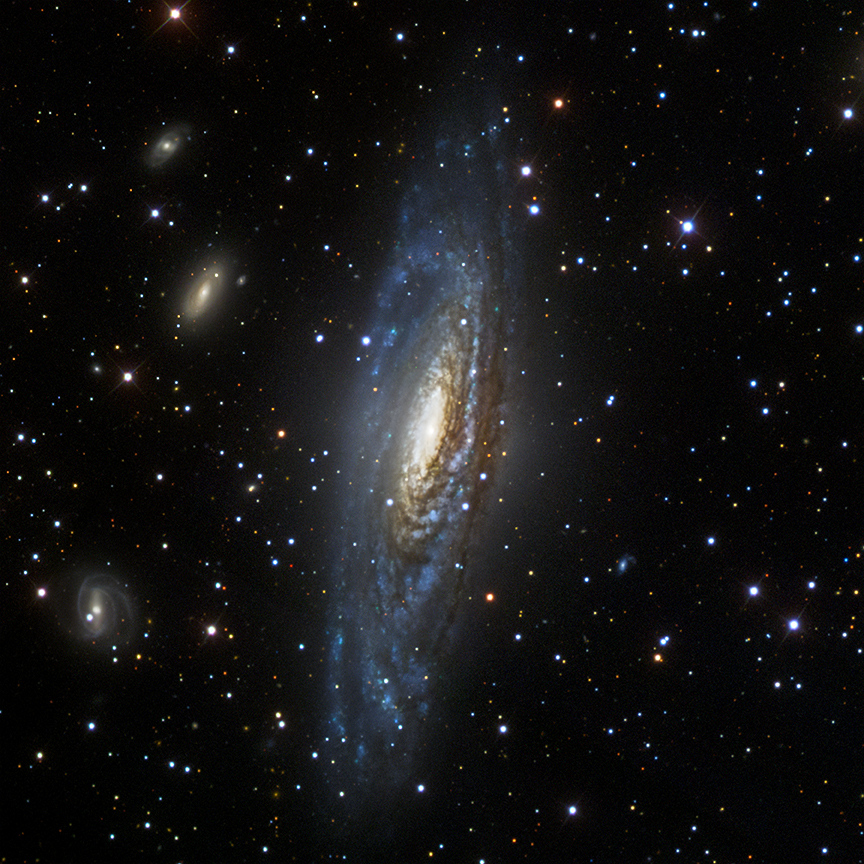
Dominująca galaktyka grupy NGC 7331 oraz inne galaktyki grupy widoczne na drugim planie

Grupa galaktyk NGC 7331 (w j. ang. również Deer Lick Group) – mała grupa galaktyk znajdująca się w konstelacji Pegaza. Dominującą galaktyką tej grupy jest NGC 7331. Do grupy należą również galaktyki: NGC 7337, NGC 7340, NGC 7335, NGC 7336 oraz PGC 2051985.

## Galaktyki grupy NGC 7331
| Nazwa       | Typ     | Rektascensja (J2000) | Deklinacja (J2000) | Redshift (km/s) | Wielkość gwiazdowa |
| ----------- | ------- | -------------------- | ------------------ | --------------- | ------------------ |
| NGC 7331    | Sb D ~  | 22h 37m 06s          | +34° 25′           | 0,002732        | 9,5                |
| NGC 7340    | E?      | 22h 37m 44,22s       | +34° 24′ 36,0″     | 0,021348        | 14,9               |
| NGC 7337    | SBa D ~ | 22h 37m 26,79s       | +34° 22′ 26,0″     | 0,022012        | 15,7               |
| NGC 7335    | S0a D ~ | 22h 37m 19,54s       | +34° 26′ 50,3″     | 0,021248        | 14,7               |
| NGC 7336    | S       | 22h 37m 21,94s       | +34° 28′ 54,3″     |                 | 15                 |
| PGC 2051985 |         |                      |                    |                 |                    |